# Нирнбершки принципи
Нирнбершки принципи су скуп смерница које дефинишу шта се сматра ратним злочином. Документ је направила Комисија међународног права ОУН-а у сврху кодификације правних принципа примењених на Нирбершким процесима.

## Настанак
Суђење највећим ратним злочинцима у Нирнбергу (Нирнбершки процес) било је без сумње преседан у дотадашњој пракси, како у погледу организације и састава суда, тако и примењиваних правила, како материјалног тако и процесног карактера. Услед неспорног негативно обележеног значаја кривичних дела за које се судило јавила се потреба да се формулишу неки основни принципи проистекли из овог суђења који би служили као смерница у неким евентуалним будућим суђењима. 
Формулисање принципа стављено је у задатак Уједињеним нацијама. Генерална скупштина УН је за то задужила Комисију УН за међународно право својом Резолуцијом број 177 (II) од 21. новембра 1947. године. После дужег рада, Комисија је објавила ове принципе под пуним називом „Принципи међународног права признати у повељи Нирнбершког трибунала и у суђењу пред трибуналом“. Принципи су први пут објављени у извештају о раду Комисије од 5. јуна до 29. јула 1950. године.

## Принципи
- I принцип: Свака особа која учини дело који се по међународном праву сматра злочином је одговорна и подложна казни.
- II принцип: Чињеница да међународно право не прописује казну за дело који се по међународном праву сматра злочином не ослобађа особу која је учинила дело од одговорности по међународном праву.
- III принцип: Чињеница да је особа која је учинила дело које се по међународном праву сматра злочином то дело учинила у вршењу дужности шефа државе или надлежног званичника не ослобађа ту особу одговорности по међународном праву.
- IV принцип: Чињеница да је особа поступала по наређењима власти или надређеног не ослобађа је одговорности по међународном праву, под условом да је имала могућност моралног избора.
- V принцип: Свака особа оптужена за злочин по међународном праву има право на правично суђење засновано на чињеницама и праву.
- VI принцип: Следећи злочини су кажњиви као злочини по међународном праву:

а. Злочини против мира: i. Планирање, припрема, започињање и вођење агресорског рата или рата који је у супротности са међународним повељама, споразумима или уверавањима .
ii. Учествовање у заједничком плану или завери за чињење дела наведених под (i).
b. Ратни злочини: кршења закона или обичаја рата која укључују, али се не ограничавају на, убиство, злостављање, депортацију на ропски рад или у било коју другу сврху цивилног становништва на окупираној територији, убиство или злостављање ратних заробљеника, особа на мору, убиство талаца, пљачку јавне или приватне имовине, намерно разарање градова и села или било какво уништавање које није оправдано војном потребом.
с. Злочини против човечности: убиство, истребљење, стављање у ропски положај, депортација и други нехумани акти учињени против било ког цивилног становништва, или прогони на политичкој, расној или верској основи, када су та дела учињена или су ти прогони спорведени у вршењу или у вези са вршењем било ког злочина против мира или било ког ратног злочина.
- VII принцип: Саучесништво у вршењу злочина против мира, ратног злочина или злочина против човечности поменутих у VI принципу је злочин по међународном праву.

## Значај
Нирнбершки принципи представљали су немерљив допринос развоју међународног кривичног права, може се рећи чак и самом постојању те гране права. Поред предвиђања међународних кривичних дела, што је био condicio sine qua non постојања посебног дела МКП, ови принципи дају и основ постојању међународних кривичних судова јер предвиђају и одговорност према међународном праву, а не само националном.

## Моћ принципа или недостатак моћи
У периоду непосредно пре потписивања Повеље Уједињених нација 26. јуна 1945. године, владе које су учествовале у њеној изради биле су против давања законодавне моћи Уједињеним нацијама да доноси обавезујућа правила међународног права. Као последица тога, они су такође одбацили предлоге да се Генералној скупштини додели овлашћење да наметне одређене опште конвенције државама неким обликом гласова већине. Међутим, постојала је снажна подршка да се Генералној скупштини дају ограниченија овлашћења проучавања и давања препорука, што је довело до усвајања члана 13 у поглављу IV Повеље. Он обавезује Генералну скупштину Уједињених нација да покрене студије и да да препоруке које подстичу прогресивни развој међународног права и његову кодификацију. Нирнбершке принципе развили су органи УН под тим ограниченим мандатом.
За разлику од уговорног права, међународно обичајно право није написано. Да би се доказало да је одређено правило уобичајено, потребно је показати да се оно одражава у државној пракси и да у међународној заједници постоји уверење да је таква пракса законски обавезна. (На пример, Нирнбершки процес је био „пракса” „међународног права” Нирнбершких принципа; и ту „праксу” је подржавала међународна заједница.) У овом контексту, „пракса” се односи на званичну државну праксу и стога укључује формалне изјаве држава. Могућа је супротна пракса неких држава. Ако ову супротну праксу осуде друге државе онда се правило потврђује. (Погледајте такође: Извори међународног права)
Године 1947, према резолуцији Генералне скупштине УН 177 (II), став (а), Комисија за међународно право добила је налог да „формулише принципе међународног права признате у Повељи Нирнбершког суда и у пресуди Трибунала“. У току разматрања ове теме, поставило се питање да ли Комисија треба да утврди у којој мери принципи садржани у Повељи и пресуди представљају принципе међународног права. Закључак је био да пошто је Нирнбершка начела афирмисала Генерална скупштина, задатак који је поверен Комисији није био да изрази било какво уважавање ових принципа као принципа међународног права, већ само да их формулише. Наведени текст Комисија је усвојила на другој седници. Извештај Комисије такође садржи коментаре о принципима (видети Годишњак Комисије за међународно право, 1950, том II, стр. 374–378).

## Примери подржаних и неподржаних принципа

### Римски статут Међународног кривичног суда из 1998
Што се тиче Нирнбершког принципа IV, и његовог упућивања на одговорност појединца, могло би се тврдити да се верзија одбране по основу наређења претпостављеног може наћи као одбрана за међународне злочине у Римском статуту Међународног кривичног суда. (Римски статут је усаглашен 1998. године као темељни документ Међународног кривичног суда, основаног да суди оним појединцима оптуженим за тешке међународне злочине.) Члан 33, под насловом „Наредбе надређених и прописани закон“, каже:
1. Чињеница да је кривично дело из надлежности Суда починило лице на основу наређења Владе или надређеног, било војно или цивилно, не ослобађа то лице кривичне одговорности осим ако:
- (а) Лице је било под законском обавезом да се повинује наређењима Владе или дотичног надређеног;
- (б) Лице није знало да је наређење незаконито; и
- (ц) Наредба није била очигледно незаконита.

2. За потребе овог члана, наредбе за почињење геноцида или злочина против човечности су очигледно незаконите.

### Канада
Нирнбершки принцип IV, и његово упућивање на одговорност појединца, такође је био споран у Канади у случају Хинзман против Канаде. Џереми Хинзман је био дезертер из Америчке војске који је тражио статус избеглице у Канади као савесни приговарач, један од многих противника рата у Ираку. Хинзманов адвокат, Џефри Хаус, раније је покренуо питање легалности рата у Ираку као утицаја на њихов случај. Пресуда Савезног суда је објављена 31. марта 2006. и одбијен је захтев за избеглички статус. У одлуци, судија Ен Л. Мактавиш се позабавила питањем личне одговорности:
Појединац мора бити укључен на нивоу креирања политике да би био крив за злочин против мира... од обичног пешака се не очекује да да своју личну процену легалности сукоба. Слично томе, такав појединац не може бити кривично одговоран за борбу за подршку илегалном рату, под претпоставком да је његово или њено лично ратно понашање иначе исправно.

Дана 15. новембра 2007, кворум Врховног суда Канаде који чине судија Мичел Бастарач, Розали Абела и Лоуиз Чарон одбио је молбу да Суд саслуша предмет по жалби, без навођења разлога.